# 바또 세일로 사무엘
바또 세일로 사무엘(프랑스어: Gbato Seloh Samuel 바토 셀로 사뮈엘[*], 2006년 8월 1일 ~ )은 코트디부아르의 축구 선수이다. 현재 K리그1의 FC 서울에서 활동하고 있다.

## 어린 시절
사무엘은 2006년 8월 1일, 대한민국 서울특별시에서 코트디부아르 출신의 부모님 사이에서 태어났다. 자라면서 그는 코트디부아르 국가대표 선수 디디에 드로그바를 축구 우상으로 여겼고, 한국의 오산중학교와 오산고등학교를 다니며 축구팀이 리그 우승을 차지하는 데 기여했다.

## 구단 경력
2019년 FC 서울의 U-15 유스팀인 오산중학교 축구부에 입단하였고 2022년 U-18 유스팀인 오산고등학교 축구부에 입단하였다. 
2025년 시즌을 앞두고 FC 서울에 입단하였다.

## 플레이 스타일
사무엘은 공격수로 활약하며 왼발잡이이다. 한국 뉴스 웹사이트 《인사이트》는 2025년에 그가 "뛰어난 운동 능력과 폭발적인 스피드로 젊은 시절부터 주목받고 있다"고 썼다.